# 貧富差距

上圖以不同顏色顯示全球各國的基尼係數。基尼係數用以反映一國的國民收入差距狀況，由0至1，0代表絕對平等（即每個人的收入都相同），1代表絕對不平等（即所有收入都集中在一個人手裏，其餘的國民沒有收入）。

經濟不均，亦稱貧富差距、經濟不平等和國民所得不均等，是指一個群體裏面每個人之間的經濟資產（財富）及收入的分配不均等。該用詞一般是指一個社會裏面個人或群體之間的收入差距，也可用以指出國際貧富不均。貧富差距問題跟經濟平等、平等機會及平等結果的概念有關。
人們對觀察貧富差距的道德意義和實際作用都有分歧，這種不平等是否應該存在？假如社會需要存在一定的不平等，差距到甚麼程度就超出「必要」的範圍？人們應該用甚麼方法改變不平等的程度？貧富差距有被讚賞為必要和有好處的，亦同時被指責為一個愈來愈大的社會問題。
2016年的一项元分析发现，“不平等对经济增长的影响是负面的，这点在開發中國家比富裕国家更为显著”，尽管不平等对经济增长的平均影响并不显著。该研究还发现，财富、土地和人力资本的不平等对经济增长的影响比收入不平等危害更大。
貧富不均在不同的社會和不同的歷史時期會有變化；不同的經濟結構或體系（例如資本主義或社會主義）、在戰爭期間和和平以後、個人在創造財富的能力上的差異，都影響著貧富不均的產生。貧富不均亦可用以描述在一個時期之內不同行業的收入或財富，以至一個人一生的收入和財富狀況。現時有多種經濟指數去量度貧富差距。在各種收入差距指標當中，較常用的是堅尼系數。

## 參见
- 奶頭樂
- M型社會
- 經濟日本化
- 中華人民共和国贫富差距
- 無條件基本收入

## 延伸阅读
[在维基数据编辑]
 《欽定古今圖書集成·明倫彙編·人事典·貧富部》，出自陈梦雷《古今圖書集成》